# Samegawa
Samegawa (鮫川村, Samegawa-mura) est un village japonais (村, mura ou son) du district de Higashishirakawa, dans la préfecture de Fukushima.

## Géographie
Samegawa est situé dans la partie méridionale de la préfecture de Fukushima. Le territoire du village est vallonné et plus de la moitié est recouvert par la forêt.

## Démographie
Au 1er septembre 2016, la population s'élevait à 3 682 habitants répartis sur une superficie de 131,34 km2.